# Hieracium sect. Hieracioides
La sezione  Hieracium sect. Hieracioides  Dumort. è una sezione di piante angiosperme dicotiledoni del genere Hieracium della famiglia delle Asteraceae.

## Etimologia
Il nome del genere deriva dalla parola greca hierax o hierakion (= sparviere, falco). Il nome del genere è stato dato inizialmente dal botanico francese Joseph Pitton de Tournefort (1656 - 1708) rifacendosi probabilmente ad alcuni scritti del naturalista romano Gaio Plinio Secondo (23 - 79) nei quali, secondo la tradizione, i rapaci si servivano di questa pianta per irrobustire la loro vista.
Il nome scientifico della sezione è stato definito dal botanico Barthélemy Charles Joseph Dumortier (1797-1878).

## Descrizione

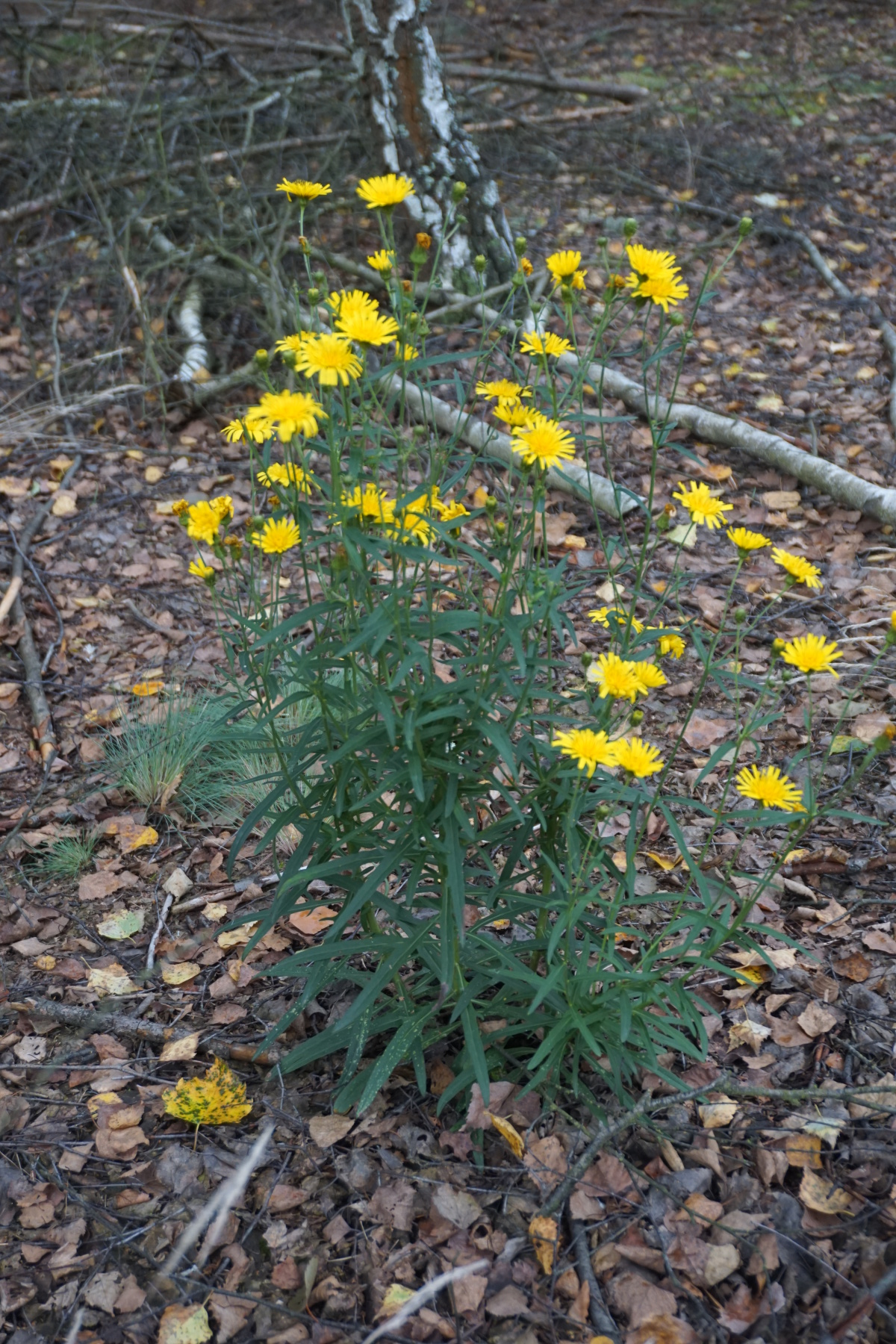
Il portamento
Hieracium umbellatum

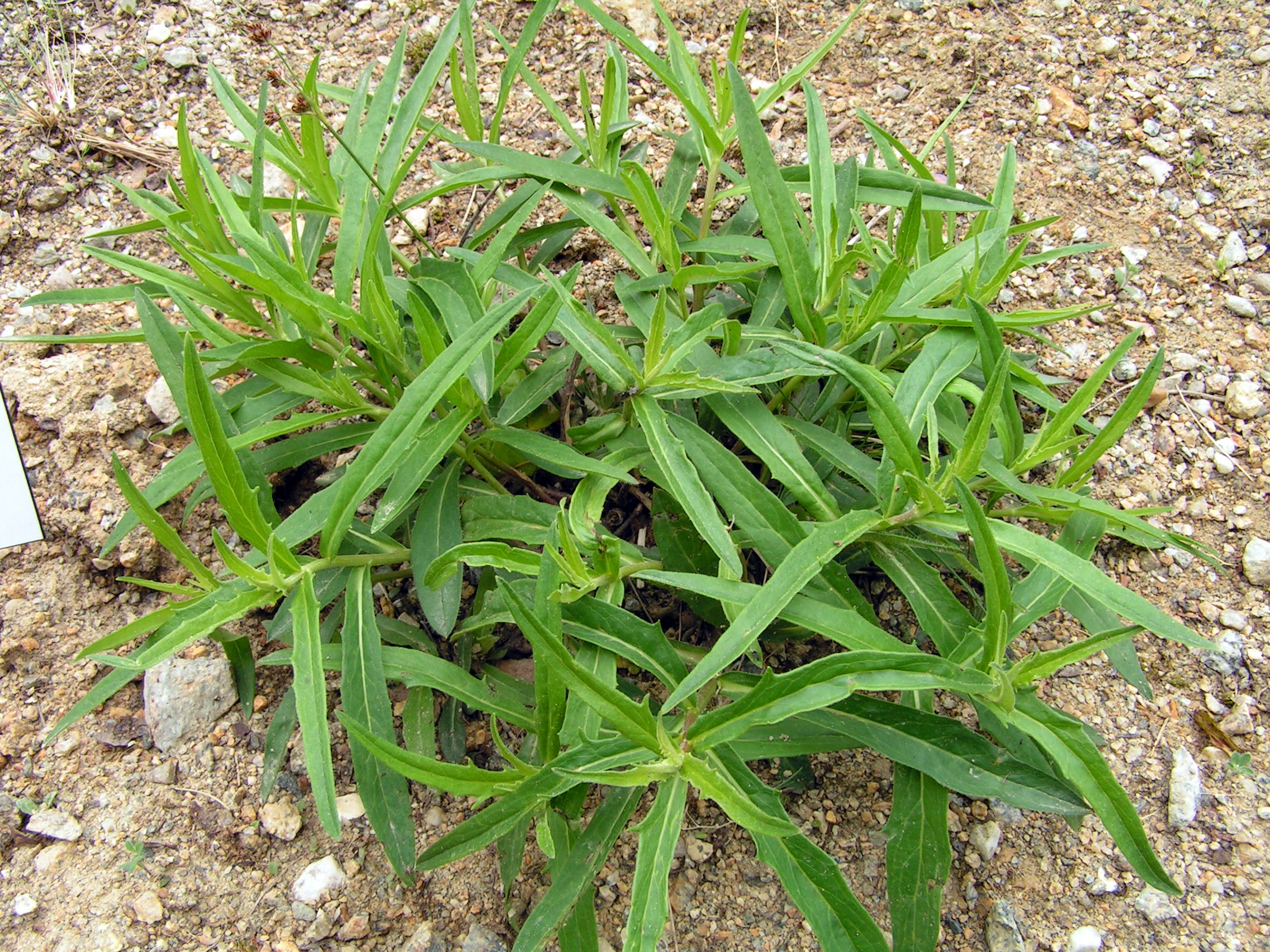
Le foglie
Hieracium umbellatum

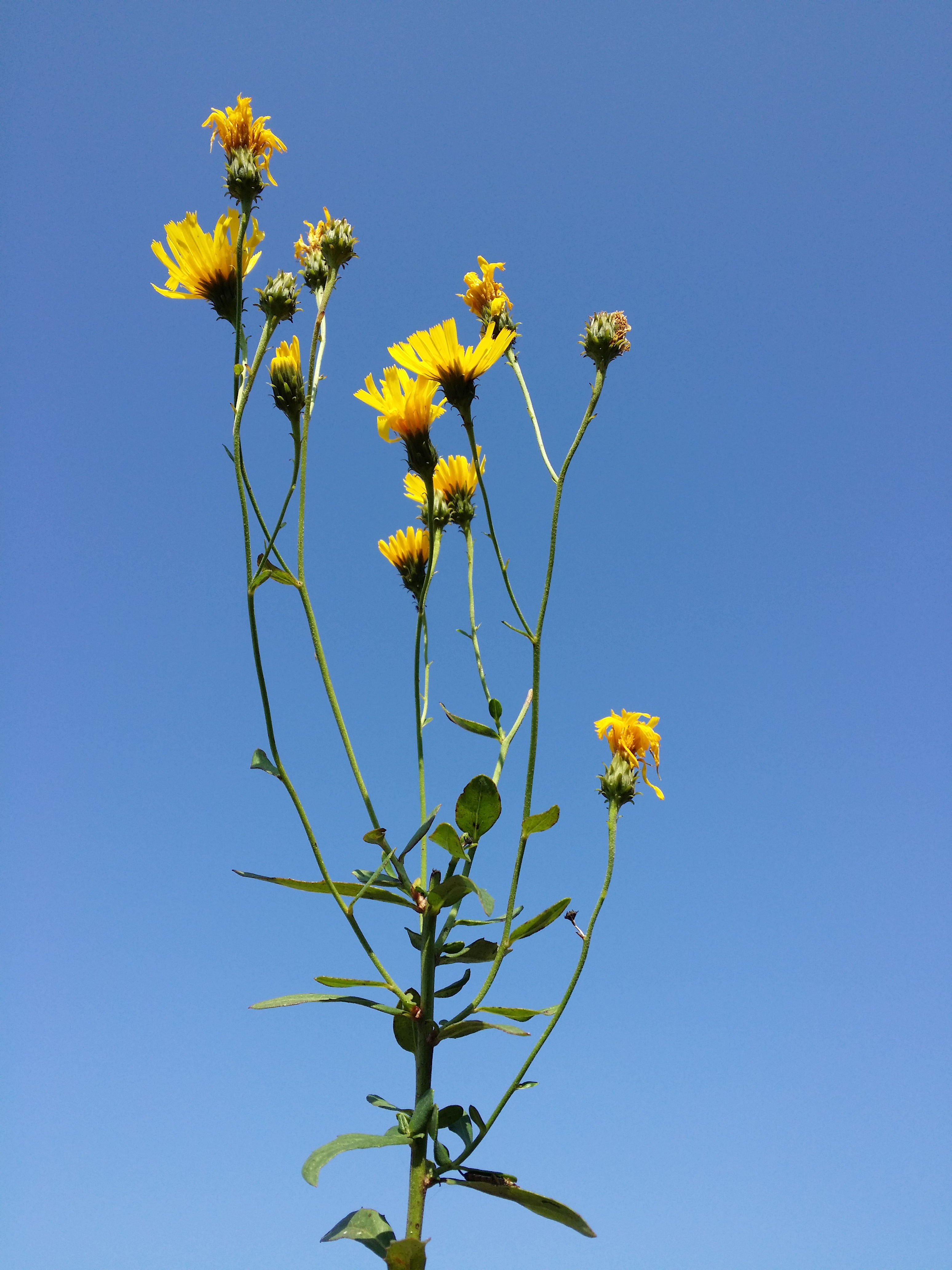
Infiorescenza
Hieracium umbellatum

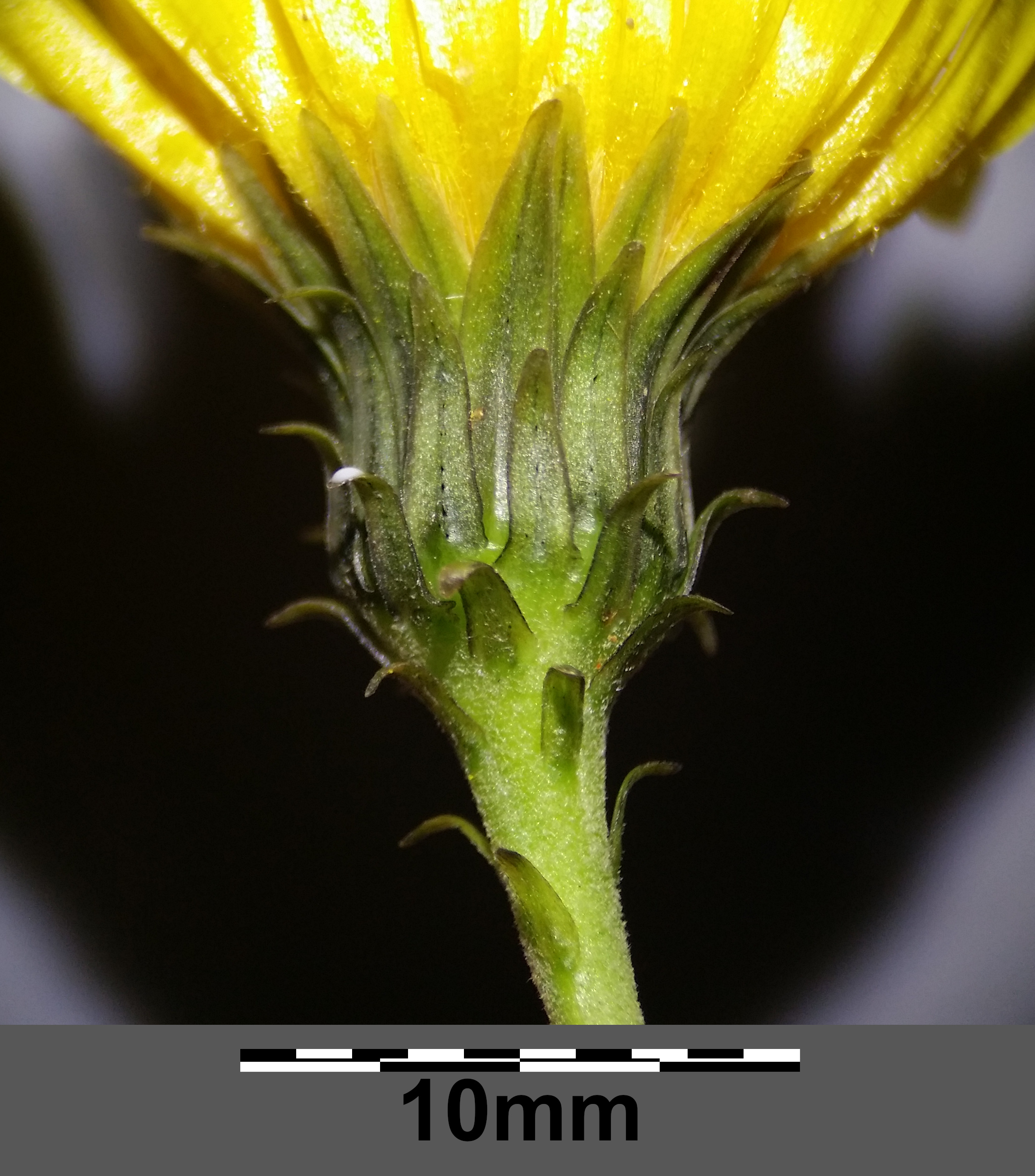
I fiori
Hieracium umbellatum

Habitus. La forma biologica prevalente è emicriptofita scaposa (H scap), ossia in generale sono piante erbacee (e aromatiche), a ciclo biologico perenne, con gemme svernanti al livello del suolo e protette dalla lettiera o dalla neve, inoltre spesso hanno l'asse fiorale eretto e privo di foglie (piante scapose), oppure le foglie basali sono assenti alla fioritura. Le specie di questo gruppo sono piante di tipo afillopode (raramente hypofillopode). Queste piante sono anche provviste di lattice (i vasi latticiferi sono anastomizzati), ma sono prive di stoloni.
Radici. Le radici sono secondarie da rizoma.
Fusto. La parte aerea del fusto è eretta o ascendente, legnosa, colorata da verde-chiaro a verde-rossastro (in basso è rosso-violacea), con ramosità più o meno copiosa. La superficie può essere sia glabra che pelosa. Le piante di questa sezione possono raggiungere un'altezza massima di 5 - 12 dm (raramente raggiungono i 15 dm). La parte sotterranea spesso è un fittone.
Foglie. Le foglie sono soprattutto cauline (da 20 a 50) disposte in modo alternato; quelle inferiori all'antesi spesso sono necrosate. La lamina è intera con forme da lanceolate a oblungo-lanceolate. I bordi possono essere continui o variamente dentati (anche profondamente, ma raramente sono lobati). La superficie può essere glabra o variamente pubescente. Le foglie basali (o inferiori) sono brevemente attenuate; quelle superiori sono arrotondate e sessili; i margini fogliari sono revoluti. I piccioli, glabri o pelosi, sono sempre ben visibili.
Infiorescenza. La sinflorescenza è del tipo umbellato fino a umbellato-panicolato con 15 - 30 rami e diversi capolini (da 20 a 50 in totale). L'acladio è di 1 – 3 cm. Le infiorescenze vere e proprie (il capolino) sono formate da un peduncolo, sotteso da 3 - 8 brattee fogliacee, che sorregge un involucro composto da diverse brattee (o squame) disposte su 2 serie in modo embricato, all'interno delle quali un ricettacolo fa da base ai fiori tutti ligulati. L'involucro ha delle forme da semi-ellissoidi fino a emisferiche. Le brattee dell'involucro sono disposte su due file (interne e esterne) regolarmente embricate, quelle esterne sono divaricate o ricurve. Il ricettacolo è nudo, ossia senza pagliette a protezione della base dei fiori, e alveolato (il margine degli alveoli è lungamente dentato o cigliato-dentato). Gli involucri, glabri o pelosi, sono sempre ben visibili. Dimensione dell'involucro: 9 – 11 mm.
Fiori. I fiori (da 6 a 150) sono tutti del tipo ligulato, tetra-ciclici (ossia sono presenti 4 verticilli: calice – corolla – androceo – gineceo) e pentameri (ogni verticillo ha 5 elementi). I fiori sono inoltre ermafroditi e zigomorfi. In alcuni casi i fiori femminili sono "stilosi".
- Formula fiorale:

*/x K {\displaystyle \infty }, [C (5), A (5)], G 2 (infero), achenio
- Calice: i sepali del calice sono ridotti ad una coroncina di squame.
- Corolla: le corolle sono formate da un tubo e da una ligula terminante con 5 denti; il colore è giallo o giallo saturo. Le ligule sono lunghe oltre l'involucro e spesso sono glabre.
- Androceo: gli stami sono 5 con filamenti liberi, mentre le antere sono saldate in un manicotto (o tubo) circondante lo stilo.[14] Le antere alla base sono acute. Il polline è tricolporato.[15]
- Gineceo: lo stilo è giallo, è filiforme e peloso sul lato inferiore; gli stigmi dello stilo sono due divergenti. L'ovario è infero uniloculare formato da 2 carpelli. La superficie stigmatica è posizionata internamente (vicino alla base).[16]

Frutti. I frutti sono degli acheni con pappo. Gli acheni sono scuri a forma colonnare-obconica (o più o meno cilindrica) e sono ristretti alla base (e ingrossati all'apice), mentre la superficie (liscia o appena rugosa) è provvista di 8 - 10 coste che nella parte apicale confluiscono in un orlo anulare. Il pappo è formato 20 a 80 setole biancastre (o giallastre) semplici disposte su due serie (quelle interne sono più lunghe e più rigide, quelle esterne sono fragili). Dimensione degli acheni: 3 - 3,5 mm.

## Biologia
Antesi: la fioritura in genere è avanzata fino all'autunno.

Impollinazione: l'impollinazione avviene tramite insetti (impollinazione entomogama tramite farfalle diurne e notturne).

Riproduzione: la fecondazione avviene fondamentalmente tramite l'impollinazione dei fiori (vedi sopra).

Dispersione: i semi (gli acheni) cadendo a terra sono successivamente dispersi soprattutto da insetti tipo formiche (disseminazione mirmecoria). In questo tipo di piante avviene anche un altro tipo di dispersione: zoocoria. Infatti gli uncini delle brattee dell'involucro (se presenti) si agganciano ai peli degli animali di passaggio disperdendo così anche su lunghe distanze i semi della pianta.

## Distribuzione e habitat
La distribuzione è alpina e appenninica con habitat principalmente boschivi.

## Tassonomia
La famiglia di appartenenza di questa voce (Asteraceae o Compositae, nomen conservandum) probabilmente originaria del Sud America, è la più numerosa del mondo vegetale, comprende oltre 23.000 specie distribuite su 1.535 generi, oppure 22.750 specie e 1.530 generi secondo altre fonti (una delle checklist più aggiornata elenca fino a 1.679 generi). La famiglia attualmente (2021) è divisa in 16 sottofamiglie.

### Filogenesi
Il genere di questa voce appartiene alla sottotribù Hieraciinae della tribù Cichorieae (unica tribù della sottofamiglia Cichorioideae). In base ai dati filogenetici la sottofamiglia Cichorioideae è il terz'ultimo gruppo che si è separato dal nucleo delle Asteraceae (gli ultimi due sono Corymbioideae e Asteroideae). La sottotribù Hieraciinae fa parte del "quinto" clade della tribù; in questo clade è posizionata alla base ed è "sorella" al resto del gruppo comprendente, tra le altre, le sottotribù Microseridinae e Cichoriinae. Il genere  Hieracium (insieme al genere Pilosella) costituisce il nucleo principale della sottotribù Hieraciinae e formano (insieme ad altri generi minori) un "gruppo fratello" posizionato nel "core" delle Hieraciinae.
Il genere Hieracium è un genere estremamente polimorfo con maggioranza di specie apomittiche. Di questo genere sono descritte circa 1000 specie sessuali e oltre 3000 specie apomittiche, delle quali circa 250 e più sono presenti nella flora spontanea italiana.
I caratteri distintivi per il genere Hieracium sono:
- le piante non sono tutte vischiose;
- i fusti e le foglie hanno peli semplici o ghiandolari;
- i capolini sono numerosi;
- il colore dei fiori in genere è giallo carico;
- i rami dello stilo sono lunghi;
- le coste dell'achenio confluiscono in un anello;
- il pappo è formato da due serie di setole.

Le specie di questo genere, provviste di molte sottospecie, formano degli aggregati o sezioni con diverse specie incluse, altre sono considerati "intermediare" (o impropriamente ibridi in quanto queste specie essendo apomittiche non si incrociano e quindi non danno prole feconda) con altre specie. A causa di ciò si pongono dei problemi di sistematica quasi insolubili e per avere uno sguardo d'insieme su questa grande variabilità può essere necessario assumere un diverso concetto di specie. Qui in particolare viene seguita la suddivisione in sezioni del materiale botanico così come sono elencate nell'ultima versione della "Flora d'Italia".
La sezione XLIII Hieracioides, insieme alle sezioni Tridentata e Sabauda, formano un gruppo a sviluppo omogeneo e la cui distribuzione è circumpolare. I caratteri principali sono:
- le specie di questo gruppo sono piante di tipo afillopode (raramente hypofillopode);
- le foglie basali (o inferiori) sono brevemente attenuate; quelle superiori sono arrotondate e sessili; i margini fogliari sono revoluti;
- le foglie cauline sono numerose (da 7 a 25); quelle inferiori all'antesi spesso sono necrosate;
- i piccioli e gli involucri, glabri o pelosi, sono sempre ben visibili;
- le sinflorescenze sono umbellate fino a umbellato-panicolate;
- l'involucro è glabro per peli semplici e ghiandolari (da sparsi a raramente densi);
- le brattee dell'involucro sono disposte su due file regolarmente embricate, quelle esterne sono divaricate o ricurve
- gli acheni hanno delle dimensioni tra 3 e 4,5 mm e una colorazione da paglierina a castana;
- la fioritura è avanzata fino all'autunno.

Il numero cromosomico delle specie della sezione è: 2n = 18 e 27 (specie diploidi, triploidi, tetraploidi e pentaploidi).

### Specie della flora italiana
Nella flora spontanea italiana, per la sezione di questa voce, sono presenti le seguenti specie (principali e secondarie o derivate):
Specie principale. Hieracium umbellatum L.,  1753 - Sparviere a ombrella: l'altezza massima della pianta è di 50 – 120 cm (massimo 170 cm); il ciclo biologico è perenne; la forma biologica è emicriptofita scaposa (H scap); il tipo corologico è Circumboreale; l'habitat tipico sono i boschi (querceti e castagneti), le brughiere e gli incolti su suoli generalmente acidi; in Italia è una specie comune nelle Alpi (rara negli Appennini) fino ad una quota di 1.500 m s.l.m.. Per questa specie sono riconosciute 8 sottospecie (2 in Italia).
Caratteri principali: la lunghezza degli internodi sul fusto sono brevi; la forma delle foglie varia da lanceolata a oblungo-lanceolata; le sinflorescenze sono del tipo umbellato; le brattee esterne dell'involucro sono divaricate e a volte ricurve; sui margini delle foglie sono presenti dei peli semplici e troncati.
Specie principale. Hieracium vasconicum Jord. ex Martrin-Donos, 1864 - Sparviere dei Baschi: l'altezza massima della pianta è di 50 – 100 cm (massimo 120 cm); il ciclo biologico è perenne; la forma biologica è emicriptofita scaposa (H scap); il tipo corologico è Sud Europeo; l'habitat tipico sono i boschi e le brughiere su suolo acido; in Italia è una specie molto rara e si trova solamente sull'arco alpino fino ad una quota compresa tra 150 e 1.400 m s.l.m.. Per questa specie sono riconosciute 10 sottospecie (3 sono presenti in Italia).
Caratteri principali: i caratteri sono più simili alla specie H. umbellatum che alla specie H. sabaudum; la forma delle foglie varia da ellittico-lanceolata fino a ampiamente lanceolata; le sinflorescenze variano da umbellato-panicolate fino a panicolate; le brattee esterne dell'involucro sono indistintamente ricurve.
Specie principale. Hieracium brevifolium Tausch, 1828 - Sparviere a foglie brevi: l'altezza massima della pianta è di 50 – 100 cm (massimo 120 cm); il ciclo biologico è perenne; la forma biologica è emicriptofita scaposa (H scap); il tipo corologico è Est Mediterraneo; l'habitat tipico sono i boschi, i cespuglieti, i querceti e le brughiere su suolo acido; in Italia è una specie rara nelle Alpi (rarissima negli Appennini) fino ad una quota di 1.000 m s.l.m..  Per questa specie sono riconosciute 10 sottospecie.
Caratteri principali: i caratteri sono più simili alla specie H. umbellatum che alla specie H. racemosum; la lamina delle foglie varia da ampiamente ellittica fino a ellittico-lanceolata o ampiamente lanceolata; il tipo delle sinflorescenze varia da umbellato fino a umbellato-panicolato; le brattee esterne dell'involucro sono indistintamente (oppure no) ricurve.
Specie secondarie collegate a Hieracium brevifolium:
| Specie                                       | Caratteri                                               | Habitat     | Distribuzione italiana | Sottospecie |
| -------------------------------------------- | ------------------------------------------------------- | ----------- | ---------------------- | ----------- |
| Hieracium calothyrsum Zahn ex Murr, 1902[25] | Tra la specie H. racemosum e la specie H. vasconicum    |             |                        |             |
| Hieracium ragognae Gottschl., 2017[26]       | Tra la specie H. pospichalii e la specie H. brevifolium | Cespuglieti | Friuli - Molto rara    |             |

#### Specie italiane alpine
Alcune specie di questa sezione vivono sull'arco alpino. La tabella seguente mette in evidenza i dati relativi all'habitat, al substrato e alla distribuzione di alcune di queste specie alpine.
| Specie | Comunità vegetali | Piani vegetazionali | Substrato  | pH    | Livello trofico | H2O   | Ambiente       | Zona alpina         |
| --- | ----------------- | ------------------- | ---------- | ----- | --------------- | ----- | -------------- | ------------------- |
| H. umbellatum | 14                | collinare montano   | Ca/Si - Si | acido | basso           | secco | B7 F7 G4 I1 I2 | tutto l'arco alpino |
| Legenda e note alla tabella. Substrato: con “Ca/Si” si intendono rocce di carattere intermedio (calcari silicei e simili). Zona alpina: vengono prese in considerazione solo le zone alpine del territorio italiano (sono indicate le sigle delle province). Comunità vegetali: 14 = comunità forestali Ambienti: B7 = parchi, giardini, terreni sportivi; F7 = margini erbacei dei boschi; G4 = arbusteti e margini dei boschi; I1 = boschi di conifere; I2 = boschi di latifoglie. |                   |                     |            |       |                 |       |                |                     |